# Jules Arnous de Rivière
Jules Arnous de Rivière (Nantes, 4 maggio 1830 – Parigi, 11 settembre 1905) è stato uno scacchista francese.
Nato da padre francese e madre inglese, fu uno dei più forti giocatori francesi del trentennio 1850-1880. È noto soprattutto per le partite che giocò a Parigi contro Paul Morphy nel 1858 e 1863.  
Nel 1867 partecipò al grande torneo organizzato in occasione dell'esposizione universale di Parigi, terminando sesto ma primo tra i francesi, davanti al più affermato Samuel Rosenthal (vinse von Kolisch  davanti a Winawer e Steinitz). 
De Rivière fu nettamente battuto da Morphy nelle partite informali che giocò contro lui, ma fece meglio in diversi match con altri forti giocatori dell'epoca: nel 1860 vinse con Barnes a Londra (+5−2=0) e contro Paul Journoud a Parigi (+7−2=1); nel 1867 vinse con Löwenthal (+2−0=0) a Parigi. Perse invece con Dubois (+8-21=3) nel 1855, Neumann (+3-7=2) nel 1864 e Chigorin (+4−5=1) nel 1883.  
Fu l'organizzatore del torneo di Monte Carlo del 1902.
Si interessò anche al bridge. Nel 1905 pubblicò con lo pseudonimo Martin-Gall il manuale Le Jeu de bridge (Delarue, Parigi), che venne ristampato, con qualche modifica, fino alla fine degli anni Venti.
Era anche un buon giocatore di biliardo, sul quale scrisse il libro Traité populaire du jeu de billard (Flammarion, 1891).